# 群馬県道164号渋川吉岡線
群馬県道164号渋川吉岡線（ぐんまけんどう 164ごう しぶかわよしおかせん）は、群馬県渋川市川島から北群馬郡吉岡町上野田までを結ぶ県道である。

## 概要
名前の通り渋川市と吉岡町を結ぶ道路であるが、本県道は両市町の中心部を結んでいない。両市町の中心部を結ぶ道路は群馬県道25号高崎渋川線であり、本県道は渋川市街を大きく迂回する経路となっている。
車線は起点から祖母島までが1車線、そこから終点までは2車線である。全般的にアップダウンの多い路線で、山林を通過する区間も多い。

## 起点・終点
- 起点:渋川市川島
- 終点:北群馬郡吉岡町上野田

## 通過市町村
- 群馬県
  - 渋川市 - 北群馬郡吉岡町

## 交差する道路
- 群馬県道35号渋川東吾妻線 - 渋川市川島（起点、上川島交差点）
- 群馬県道33号渋川松井田線 - 渋川市渋川（明保野交差点）
- 群馬県道15号前橋伊香保線 - 北群馬郡吉岡町上野田（終点、上野原交差点）